# Soldato
Un soldato o soldado es el primer nivel oficial tanto de la mafia estadounidense como de la mafia siciliana en la jerarquía formal de esas organizaciones criminales. La promoción al rango de soldado es un ascenso en la línea de comando del nivel de asociado, quien no es un miembro iniciado de la mafia, debe probarse ante la familia y hacer el juramento de la Omertà para poder ser un made man y luego entrar al rango de soldado.
El término italiano Picciotto (en plural: picciotti) se usa frecuentemente para referirse a mafiosos o soldados de bajo nivel, pero usualmente se refiere a un soldado joven e inexperto y puede ser usado de manera flexible para referirse a un asociado conectado y en ascenso que no es aún un made man (y por lo tanto, no es oficialmente un "soldato"). Picciotti usualmente realizan tareas simples como dar palizas, recolección de dinero y asaltos.

## Obligaciones y beneficios
Un asociado sólo puede ser promovido a soldado luego de un periodo de haber estado en prueba con un miembro de la familia. Debe ser patrocinado por el caporegime (capo o capitán) del miembro que lo acompañó en ese periodo y personalmente aceptado por el jefe. Una vez que es introducido a la mafia, el soldado es parte de una "pandilla", una colección de soldados y asociados que trabajan bajo el mando de un capo. La principal responsabilidad de un soldado es ganar dinero y dar una porción de sus ganancias a su capo. Bajo la mayoría de circunstancias, un soldado nunca recibe órdenes directamente del jefe. Por el contrario, el jefe pasa las órdenes a través de la cadena de comando hacia los soldados. 
Ellos también sirven como los músculos de su familia criminal. Al igual que un asociado, puede ser encargado para cometer actos de intimidación, amenazas, violencia y asesinatos. El soldado está obligado a obedecer las órdenes de su capo incluso para asesinar por su familia criminal. como un made man, está vinculado por el código mafioso de la Omertá y debe ser leal por toda su vida. Aunque un soldado es el último rango de la familia, tiene varias ventajas sobre un asociado.
Principalmente, es considerado intocable en el bajo mundo criminal. Si otro mafioso quiere matar un soldado, es obligatorio que consiga el permiso del jefe del soldado y sólo se da por enormes violaciones a las reglas de la mafia. En contraste, un asociado puede ser matado por el capricho de un soldado. Por ejemplo, cuando el asociado de la familia criminal de Filadelfia Nicodemo Scarfo, Jr. casi fue matado por una facción rebelde de la familia, su padre, Nicodemo "Little Nicky" Scarfo, Sr., movió influencias para que pueda ser introducido a la familia criminal Lucchese, protegiéndolo de cualquier futuro ataque. Matar a un soldado sin el permiso de su jefe es considerado prohibido en los círculos de la familia y puede llevar a que el perpetrador sea asesinado a su vez. La única excepción a esta regla es cuando el jefe mismo llama a un soldado. Esto puede ser porque el capo del soldado ha perdido el favor del jefe y éste lo quiere muerto.
Un soldado tiene las responsabilidades de cualquier made man. Debe ser leal a la mafia de por vida y ganar dinero para sus superiores. Siempre que es llamado, debe acudir sin reservas. Asimismo jamás debe cooperar con las autoridades de cualquier manera y debe cumplir tiempo en prisión sin quejarse. A cambio de su lealtad, tiene total acceso a la protección de la familia criminal, su poder y conexiones. También se espera que su organización lo cuide e incluso pague honorarios legales.
Al igual que un asociado, un soldado debe pagar tributo a su capitán por el privilegio de ser capaz de operar. Sin embargo, no tiene que dar tanto dinero como un asociado. Debe tener suficiente éxito en sus iniciativas para mantenerse en el favor de sus superiores y evitar convertirse en un problema. Algunos asociados se convierten en soldados debido a su utilidad para el trabajo bruto pero incluso debe mostrar habilidad para ganar dinero. Un soldado recibirá garitos rentables para administrarlos para sus superiores, pero la mayoría debe generar también dinero propio. 
No todos los soldados reciben el mismo trato en la familia. Un soldado es respetado y tratado según las ganancias que genera y la lealtad que muestra a su familia. Un hijo de jefe, como Alphonse Persico de la familia criminal Colombo, puede ser un soldado, pero todos los miembros de la familia y mafiosos saben desde el inicio que está destinado a cosas más grandes. Otro soldado puede ser un gran ganador de dinero y reportar directamente al jefe, como el soldado de la familia criminal Gambino Robert DiBernardo hacía en los años 1980 cuando Paul Castellano era jefe. Otros, como Felix Alderisio de la Chicago Outfit en los años 1950 son muy respetados por su astucia despiadada.
Los soldados pueden ser estar virtualmente quebrados, sólo consiguiendo ganar suficiente dinero para vivir el día a día. Aparte de cualquier garito que se les asigne (que pueden variar en rentabilidad dependiendo de la fuerza de su familia criminal), ellos son dejados a sobrevivir por sus propios medios. A diferencia de sus superiores, ellos no tienen made man a su mando que generen ingresos para ellos. Sin embargo, están en mejor posición para organizar y liderar su propio grupo de asociados. Usualmente, viven vidas pródigas y extravagantes mientras no ahorran dinero legítimo. También gastan exorbitantes sumas de dinero en honorarios de abogados cuando sus habilidades de obtener recursos están amenazadas por encarcelamiento o vigilancia policial. Pueden también ser millonarios gracias a su propio proceso de tener acceso a las conexiones políticas y comerciales de su familia. Por ejemplo, John Baudanza, un soldado de la familia Lucchese era capaz de generar millones al administrar una estafa de pump and dump con su pandilla. El soldado Ralph Scopo de la familia criminal Colombo controló un sindicato clave en la construcción y era un personaje principal en un esquema multimillonario de racketeering administrado por las Cinco Familias. Antes, el oficial sindical Anthony "Tough Tony" Anastasio, un soldado en la familia criminal Mangano (que luego sería la familia Gambino), gobernaban la costa de Brooklyn con mano de hierro por tres décadas y entregó millones a la mafia mediante pagos sacados de las cajas sindicales, bienes robados y sobornos.
Dependiendo del poder de la familia a la que pertenecen, ellos también reciben empleos a los que no deben presentarse debido a la infiltración de su familia en negocios legítimos como construcción, recolección de basura, etc. Por último, el monto de dinero varía enormemente de soldado a soldado.